# Yoldiahavet
Yoldiahavet var et hav der strakte sig over det nordlige Jylland, Østersøen og Mellemsverige i perioden 15.000-12.600 f.Kr. Havet er opkaldt efter muslingen Portlandia artica der tidligere hed Yoldia arctica. Havet blev erstattet af Zirphæahavet.